# Lucretia Garfield
Pour les articles homonymes, voir Garfield.
Lucretia Garfield, née Lucretia Rudolph le 19 avril 1832 à Hiram (Ohio) et morte le 14 mars 1918 à Pasadena, est une institutrice américaine, épouse du président James A. Garfield et ainsi Première dame des États-Unis en 1881.

## Source
- (en) Biography of Lucretia Garfield, The White House.